# Anders Jansson (kulturjournalist)

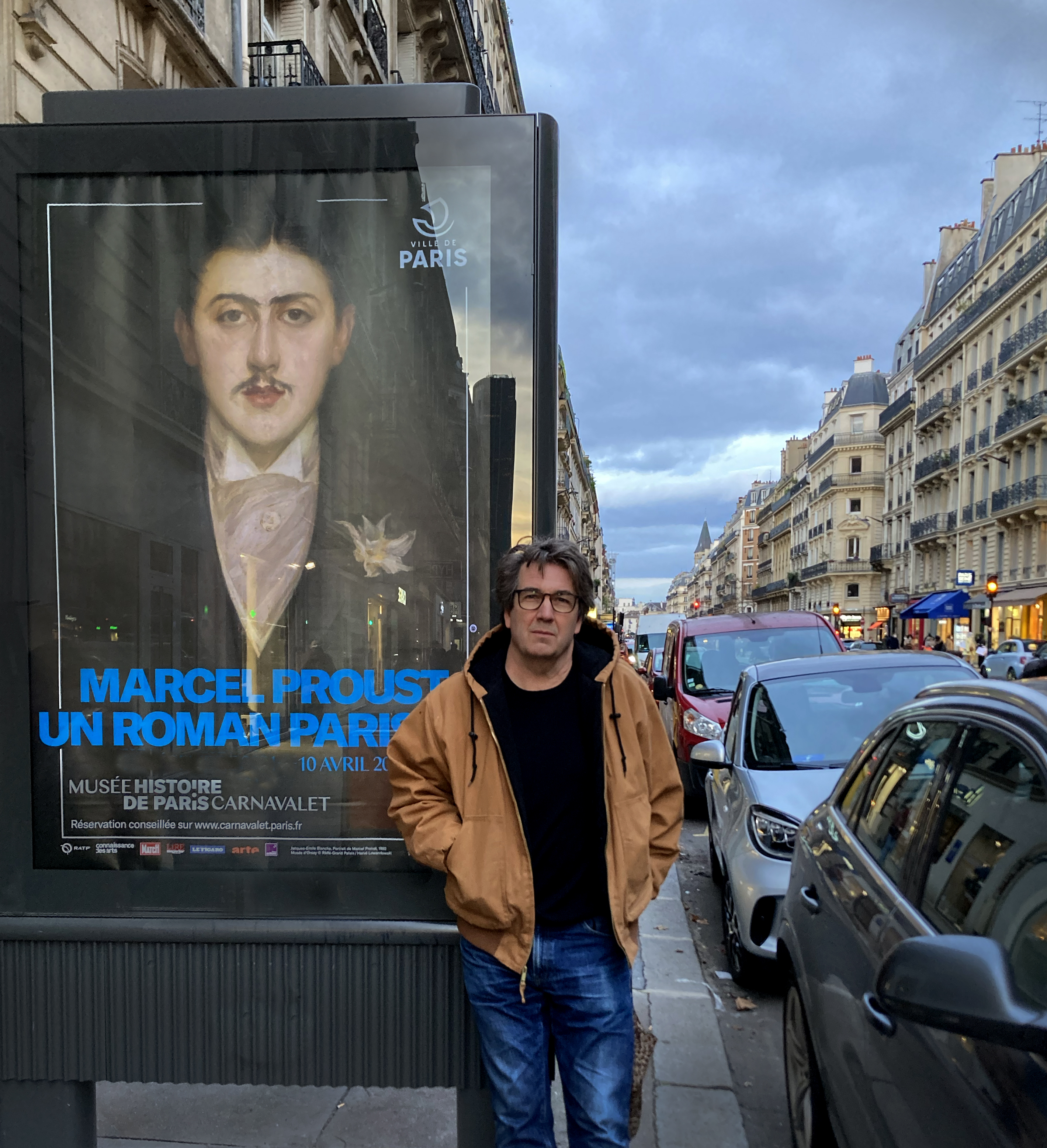
Anders Jansson, kulturjournalist, författare och filmare bosatt i Sverige och Frankrike.

Anders Jansson, född 24 januari 1963 i Farsta församling i Stockholm, är en svensk kulturjournalist, dokumentärfilmare, författare och skribent.
Sedan 2002 är han verksam på SVT:s Kulturnyheterna där han varit reporter, programledare och sedan 2008 arbetar som redaktör.
Vid sidan av detta har han producerat och regisserat flera dokumentärserier och dokumentärfilmer för Sveriges Television. 
Han är även verksam som författare och skribent i dags- och månadspress.
Anders Jansson var 1998–2010 gift med fotografen Nina Östman (född 1954), med vilken han har två döttrar. De gav också ut böcker tillsammans. Sedan 2022 är han gift med den grafiska formgivaren Amanda Wärff.